# Línea 21 (Dbus)
La línea 21 de Dbus conecta el centro de la ciudad con la zona oeste del populoso barrio de Amara y con el estadio de Anoeta. 
Por la noche, la línea B9 cubre su recorrido, junto con el de las líneas 23 y 32.

## Paradas

### Hacia Mutualidades
- Boulevard 9 5 8 9 13 25 26 28 29 31 42
- Urbieta 12 19 23 26 28 31 32 36 46
- Urbieta 58 26 28 36
- Errondo 3
- Morlans 46
- Collado 23 24 27 32 46
- Salaberria 27
- Mutualidades

### Hacia Boulevard 9
- Mutualidades 43
- Errondo-Anoeta 43
- Madrid 19 17 24 26 28 31 37 43
- Madrid 5 17 24 26 27 28 43
- Sancho el Sabio 35 17 23 24 26 27 28 32 37 43 46
- Sancho el Sabio 11 17 23 26 28 32
- Easo Plaza 23 26 28 32 36 37
- San Martín 25 5 16 18 19 25 26 28 40 45
- Okendo 11 5 8 9 14 16 18 19 25 26 28 37
- Boulevard 9 5 8 9 13 25 26 28 29 31 42